# Ninjatō
Das Ninjatō [nin.dʑa.toː] (jap. 忍者刀) ist ein gerades Kurzschwert, das für Ninjutsu benutzt wird.

## Beschreibung
Es wird gelegentlich behauptet, dass es sich beim Ninjatō um das übliche Schwert der japanischen Ninja gehandelt habe. Tatsächlich findet sich hierfür jedoch kein Beleg in historischen Unterlagen und Darstellungen. Viele halten es stattdessen für eine Erfindung moderner westlicher Ninja-Nachahmer, zum Beispiel Stephen K. Hayes. Es wird wie folgt beschrieben:

„Es hat normalerweise eine Klingenlänge zwischen 46 und 61 cm (1,5–2,0 Shaku) mit gerader Klinge, manchmal wurde einfach ein Katana gekürzt, um ein Ninjatō zu erhalten. Die Schwertscheide hatte mehr Funktionsmöglichkeiten als nur das Schwert aufzubewahren. Sie konnte als Schnorchel genutzt werden oder auch um kleinere Ausrüstungsgegenstände darin zu verstauen. Eine weitere Verwendungsmöglichkeit war es, die Scheide als Blasrohr für Metsubushi (Blendpulver aus Asche, Mehl und Spänen) zu verwenden. Dadurch konnte der Ninja dem Feind das Blendpulver ins Gesicht blasen, um dann zu fliehen. Auch konnte man in der Scheide Wurfmesser verstecken, ein als Tsuba getarnter Wurfstern wäre auch möglich.“

Das Ninjaschwert soll im Unterschied zum Katana der Samurai üblicherweise schräg auf dem Rücken getragen worden sein. Dieses sollte angeblich eine größere Bewegungsfreiheit des Trägers ermöglichen: Beim Klettern und Schleichen wäre ein langes Schwert an der Seite einfach hinderlich gewesen. Aus dieser Tragart resultiert auch die Kürze: Ein längeres Schwert hätte sich über die Schulter hinweg nur schwer aus der Scheide ziehen lassen. Ebenfalls ergab sich aus diesem besonderen Schwert eine andere Kampfweise als die der Samurai.
Allerdings wird auch diese Trageweise als unhistorisch angesehen, da sie weder ein schnelles Ziehen noch ein Zurückstecken des Schwertes erlaubt und auch viele Kampfbewegungen behindert oder verhindert (etwa das Rollen vorwärts oder seitwärts). Ebenso kann auch ein normales Katana im Obi nach hinten auf die Hüfte geschoben werden, wenn es nicht seitlich behindern darf. Auch die Aussage, das Ninjatō wäre als Brechstange oder Kletterhilfe eingesetzt worden, ist unlogisch, da alle japanischen Klingen zu filigran sind, als dass man sie in Mauern oder Bäume rammen und dann das Gewicht eines ganzen Körpers daran hängen könnte. Sowohl Ninjatō als auch Katana oder Wakizashi würden brechen.
Im ursprünglichen Sinne gibt es keine eigentliche Klassifizierung eines Ninja to, oder auch bekannt als Shinobi gatana. Die Klinge welche Verwendung im Arsenal eines Ninja (Shinobi) Anwendung fand, wurde zu dieser, seiner Waffe. Sowie das To jutsu auch nicht auf eine bestimmte Klinge spezifiziert ist. Historisch gesehen gibt es dadurch verschiedene Klingen Ausführungen und Abwandlungen die Verwendung fanden. Nicht nur eine besondere Ausführung die als Ninja to zu betiteln wäre. Moderne Macharten mit gerader Klinge und viereckiger Tsuba, sind Abwandlungen.
In verschiedenen Publikationen wird über das Ninjato geschrieben. Doch meist wird eine Ausführung wie folgt aufgeführt:

„Das Ninja to besitzt eine kürzere Klinge als übliche Schwertlängen und erweckt dadurch den Eindruck das die Klinge gerade erscheinen lässt. Meist in einer schlichten Koshirae Montierung aufbewahrt. Die Saya mit seiner Länge eines üblichen Schwertes hatte im unteren Bereich Raum für verborgene Nachrichten oder Metsubushi, konnte je nach Ausführung auch als Schnorchel verwendet werden. Mit einer längeren Sageo gab es 7 Optionen im Gebrauch, wie im Bansenshukai erwähnt.“

Die Trageweise der Klingen war nicht anders als jene der Samurai, da die Linie zwischen Samurai und Shinobi verschwommen war. Das oft angedachte Tragen der Klinge auf dem Rücken war im Allgemeinen nichts Außergewöhnliches, denn bestimmte Situationen wie das Klettern und Begehen von schwierigem Gelände zwangen zu dieser Tragweise. Hier gibt es eine spezielle Bindeweise mit dem Sageo, um die Stabilität der Klinge zu gewährleisten und doch genügend Flexibilität der Bewegung zu erhalten. Das Kage no ito, das Ziehen aus dem Schatten, war daraus eine explizierte Anwendung. Der Übungsgrad ermöglicht auch ein fließendes moderates Ziehen. Hier kam es auch nicht auf das schnelle Ziehen an, sondern auf das Überraschungsmoment.